# Teddy Sharman-Lowe
Teddy Sharman-Lowe, né le 30 mars 2003 à Leicester, est un footballeur anglais qui évolue au poste de gardien de but au Bolton Wanderers en prêt du Chelsea FC.

## Biographie

### Carrière en club
En septembre 2020, Sharman-Lowe signe son premier contrat avec Chelsea, et est prêté au Burton Albion, son club formateur.

### Carrière en sélection
En juin 2022, Sharman-Lowe est sélectionné en équipe d'Angleterre pour prendre part au Championnat d'Europe des moins de 19 ans de 2022 que l'équipe remporte.

## Palmarès

### En club
- Doncaster Rovers
  - Champion d'Angleterre de D4 en 2024-25.

### En sélection nationale
- Angleterre -19 ans
  - Vainqueur du Championnat d'Europe en 2022.